# Шарловский, Алоиз
Алоиз Шарловский (пол. Alojzy Szarłowski, 2 декабря 1845, Звиргздине — 29 мая 1911, Краков) — польский историк, исследователь истории Станиславова (сегодня Ивано-Франковск), писал также под псевдонимом А. Сулима.

## Биография
Алоиз Шарловский родился в небольшом литовском городке близ Каунаса в польской семье Игнация Шарловского и Анны Гинет ("Ignacy Szarłowski i Anna Ginet"). Родителям удалось поощрить сына к наукам и он успешно учился в Каунасской гимназии в Кедайняй.
По окончании гимназии он принял участие в Польском восстании 1863 года против Российской империи. Алоиз принимал участие в боевых действиях на литовских просторах — был при Болеславе Колизком ("Bolesławi Kołyszki") в Жмуди и в Тракае при Феликсе Вислоучае ("Feliksi Wysłouchy"). И как следствие в той военной кампании он был тяжело ранен в битве под Олкениками (Olkienikami) 31 мая 1863 года. После пребывания в госпитале (вблизи места битвы), подлечившись, Алоиз вернулся домой, но в его же городке  он был арестован и некоторое время провел в казематах (тогда считалось, что простой польский солдат должен был отработать свою «пайку»).
Оправившись от всех перепетий, Алоиз отправился в Галицию и загорелся получением ученой специальности. Вскоре, ему удалось устроиться в Ягеллонский университет, в котором он получил звание магистра философии. А после окончания университета в 1874 году Шарловский занялся практикой обучения, преподавая в частных школах или на дому во Львове, Станиславе и Кракове.
Кроме практических занятий, Алоиз заинтересовался изучением архивных исторических документов (мест где он жил) и их систематизацией. Так, первыми стали его исследования относительно истории и положения Станиславского уезда и самого Станислава, а затем из-под его пера вышли основательные исследования этого уезда. Этот период в жизни Шарловского стал самым плодотворным: начиная с 1874 до 1906 года им были написаны все основные его труды.
В 1900/1900 году Алоиз перебрался на постоянное проживание в Краков — где он преподавал в 3-й гимназии имени Яна 3-го Собеского ("III Gimnazjum im. Jana III Sobieskiego"). Эти времена, 1900-1906 годы, в творчестве Алоизи Шаровского отметились продолжением «российских эпопей-обзоров» и исторических исследований Кракова и некоторых довколішніх мест.
В 1911 году, на 56-м году жизни, Алоиз Шарловский умер. Он был похоронен в Кракове в семейной гробнице Шаровскиъ на Раковицком кладбище ("Cmentarzu Rakowickim")
Историк-исследователь оставил интересные исторические разработки, которые дают нам возможность окунуться во времена XVIII-XIX веков и взглянуть на Галицию через призму историко-статистических показателей выведенных автором для польской доминанты и общественной прослойки, а также позволяют воссоздать некоторые исторические события, которые имели место в то время, а на некоторые и при непосредственном участии самого автора.
Несмотря на те тогдашние фундаментальные исследования, Алоиз Шарловский был незамечен, как историк, в литературном сообществе (на то время). После 2000 года, некоторые писатели-галичане взялись перевести львиную часть его исторических трудов, а наиболее известной стала история Станислава — «Станиславов и Станиславский уезд с точки зрения исторической и географо-статистической».

## Творчество
- Rok 1863. Ze wspomnień Rosyanina, Poznań 1884. (пол.)
- Krótki rys dziejów powszechnych. Przerobienie Karola Ploetz'a, dokonane przez Alojzego Szarłowskiego i Juljana Sutowicza, Kraków 1886. (пол.)
- Rys historyczny miasta Stanisławowa, Stanisławów 1887. (пол.)
- Stanisławów i powiat stanisławowski pod względem historycznym i geograficzno — statystycznym, Stanisławów 1887. (пол.)
- Wpływ Polski na Moskwę w wieku XVII, Kraków 1892. (пол.)
- Z dziejów etnografii rosyjskiej, Kraków 1893. (пол.)
- Z dziejów Państwa Kościelnego 755 — 1846 — 1870 ze szczególnym uwzględnieniem zaboru Państwa Kościelnego, Kraków 1903. (пол.)
- Od absolutyzmu do konstytucji w Rosji (1548-1905), Kraków 1906. (пол.)
- Ze wspomnień Alojzego Szarłowskiego o powstaniu 1863 roku na Litwie, przygotowali do druku Oskar i Helena Haleccy, «Teki Historyczne» 12 (1962/1963), s.221-278 (пол.)

## Посмертные перепечатки и исследования
- Rok 1863. Ze wspomnień Rosyanina, Poznań 1884. (пол.)
- Krótki rys dziejów powszechnych. Przerobienie Karola Ploetz'a, dokonane przez Alojzego Szarłowskiego i Juljana Sutowicza, Kraków 1886. (пол.)